# نمس الهور
نمس الهَوْر (الاسم العلمي: Atilax paludinosus)، حيوان لبون متوسط القد يستوطن أفريقيا جنوب الصحراء الكبرى، حيث يعيش في المقام الأول في الأراضي الرطبة ذات المياه العذبة. وهو غير مهدد حسب القائمة الحمراء للاتحاد الدولي لصون الطبيعة منذ عام 2008.